# Березина, Лидия Ивановна
Лидия Ивановна Березина (1928—2003) — советский, российский врач-педиатр. Народный врач СССР (1981).

## Биография
Родилась 10 октября 1928 года.
В 1955 году окончила Ленинградский медицинский педиатрический институт.
Работала участковым врачом-педиатром в ЦРБ города Сланцы Ленинградской области.
Скончалась 17 декабря 2003 года.

## Звания и награды
- Народный врач СССР (1991)